# J. Sigfrid Edströms bro

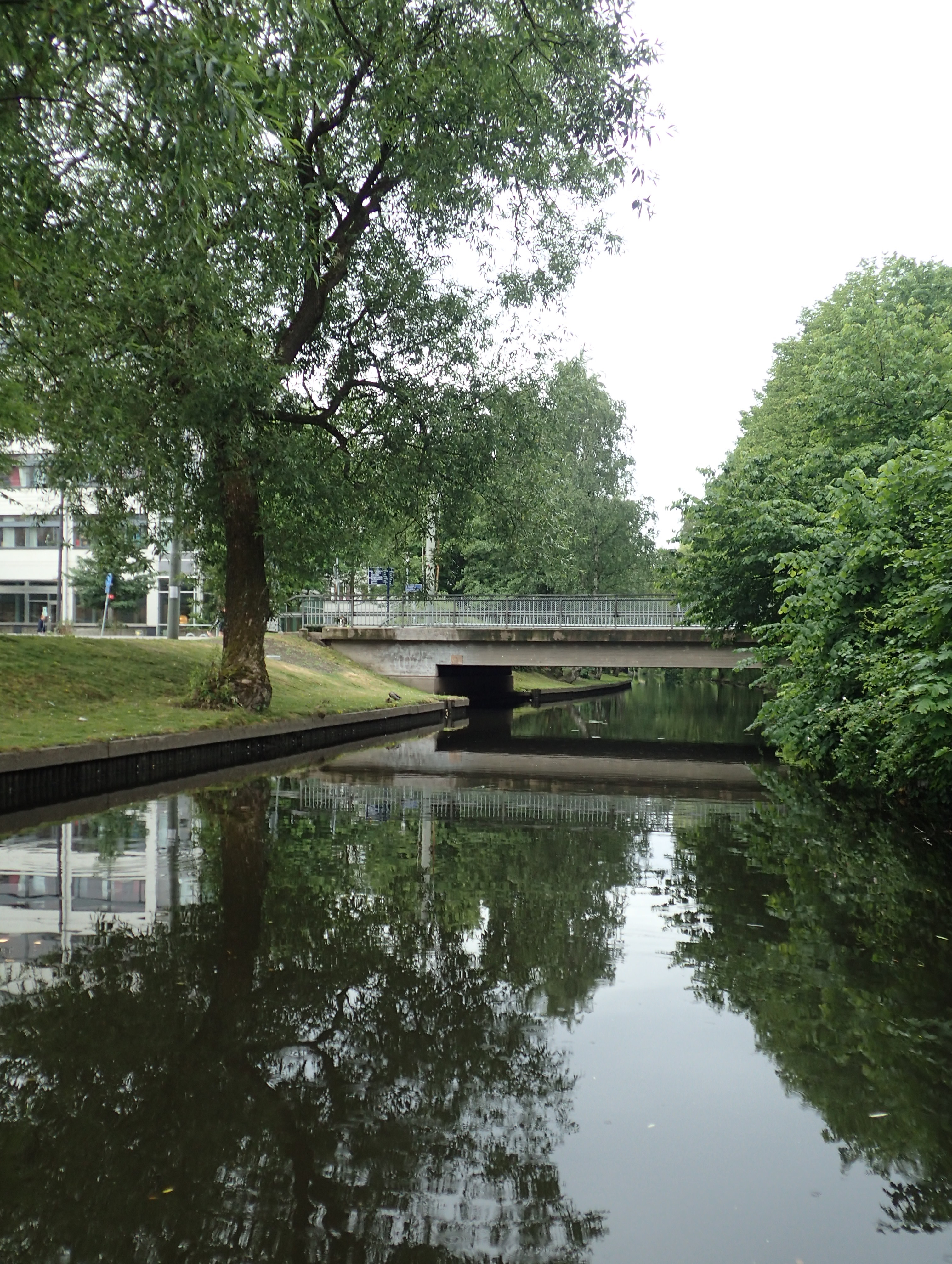

J. Sigfrid Edströms bro är en 25 meter lång spårvägsbro över Gullbergsån i Göteborg. Den förbinder J. Sigfrid Edströms gata med Alströmergatan i stadsdelen Gårda. Namnet kommer av industrimannen och idrottsledaren Sigfrid Edström.